# Blåfotsnavling
Blåfotsnavling (Rickenella swartzii) är en svampart som först beskrevs av Elias Fries, och fick sitt nu gällande namn av Kuyper 1984. Enligt Catalogue of Life ingår Blåfotsnavling i släktet Rickenella, klassen Agaricomycetes, divisionen basidiesvampar och riket svampar, men enligt Dyntaxa är tillhörigheten istället släktet Rickenella, familjen Rickenellaceae, ordningen Hymenochaetales, klassen Agaricomycetes, divisionen basidiesvampar och riket svampar. Arten är reproducerande i Sverige. Inga underarter finns listade i Catalogue of Life.